# Сант’Антонио ин Меркадело
Сант'Антонио ин Меркадело је насеље у Италији у округу Модена, региону Емилија-Ромања.
Према процени из 2011. у насељу је живело 436 становника. Насеље се налази на надморској висини од 21 м.